# Pontiac Sunfire
O Sunfire foi um automóvel produzido pela Pontiac. Foi lançado em 1995 para ser o sucessor do Pontiac Firebird.